# أرز أنبج لزج
أرز منجا لزج هي حلوى تقليدية من جنوب آسيا تصنع من الأرز الدبق، منجا طازجة وحليب جوز هند وتؤكل بالمعلقة أو اليدين.